# Ефект Стюарта — Толмена
Ефект Стюарта — Толмена — явище в електродинаміці, зумовлене скінченною масою електронів у провідному металі або, загалом, скінченною масою носіїв заряду в електричному провіднику.
Названо на честь Дейла Стюарта та Річарда Толмена, американських фізиків, які експериментували в 1910-х роках. Схоже, цей епонім першим використав Лев Ландау.
У провідному тілі, що зазнає прискорення, інертність змушує електрони в тілі «відставати» від загального руху. За лінійного прискорення на кінці тіла накопичується від'ємний заряд; тоді як під час обертання від'ємний заряд накопичується на ободі. Накопичення зарядів можна виміряти гальванометром.
Цей ефект пропорційний масі носіїв заряду. У електролітних провідниках він значно помітніший, ніж у металах, оскільки йони в перших у 103−104 разів більші від маси електронів у других.